# 強烈熱帶風暴馬鞍 (2022年)
強烈熱帶風暴馬鞍（英語：Severe Tropical Storm Ma-on，國際編號：2209，聯合颱風警報中心：WP102022，菲律賓大氣地球物理和天文管理局：Florita）是2022年太平洋颱風季第9個被命名的風暴。「馬鞍」一名由香港提供，意指香港的馬鞍山，為香港的一座山峰，同時亦是香港沙田新市鎮之擴展部份。
因應「馬鞍」在菲律賓造成災難性破壞，被菲律賓在第55屆颱風委員會年會申請退役，在2023年3月舉行的第55次颱風委員會會議上獲該會接納把馬鞍從命名表中除名，以後將不再使用。在第56次世界氣象組織颱風委員會會議中通過新名由「青馬」取代。

## 發展過程
8月15日，一個熱帶擾動在波納佩島東北方海域生成，美國海軍研究實驗室給予擾動編號93W。
8月21日凌晨2時，日本氣象廳將其升格為熱帶低氣壓。上午8時，台灣中央氣象局將其升格為熱帶性低氣壓，給予編號TD11。上午9時，聯合颱風警報中心將其評級提升為「中」。上午11時，菲律賓大氣地球物理和天文服務管理局將其升格為熱帶低氣壓。下午2時，日本氣象廳對其發布烈風警報。下午3時，聯合颱風警報中心將其評級提升為「高」，並對其發佈熱帶氣旋形成警報。晚間8時，聯合颱風警報中心將其升格為熱帶低氣壓，給予熱帶氣旋編號10W。同時，香港天文台將其升格為熱帶低氣壓。
8月22日上午8時，聯合颱風警報中心率先將其升格為熱帶風暴。上午11時，日本氣象廳將其升格為熱帶風暴，給予其國際編號2209，並命名「馬鞍」。同時，香港天文台和澳門地球物理暨氣象局亦將其升格為熱帶風暴。下午2時，台灣中央氣象局將其升格為輕度颱風。
8月23日凌晨2時，日本氣象廳將其升格為強烈熱帶風暴。上午8時，香港天文台和澳門氣象局將其升格為強烈熱帶風暴。上午10時30分左右，菲律賓大氣地球物理和天文管理局表示馬鞍於伊莎貝拉省的馬康納康附近登陸。
8月24日晚上8時，中國中央氣象台將其升格為颱風，澳門氣象局亦於晚上9時跟隨其升格。
8月25日上午10時30分左右，廣州市氣象台表示馬鞍於廣東省茂名市電白區沿海登陸。下午1時，澳門氣象局將其降格為強烈熱帶風暴。下午2時，日本氣象廳將其降格為熱帶風暴。下午4時，聯合颱風警報中心對其發出最後警告；同時，香港天文台將其降格為熱帶風暴。晚間10時左右，中國國家氣象局表示馬鞍於越南廣寧省沿海登陸。
8月26日上午8時，日本氣象廳將其降格為熱帶性低氣壓。下午4時45分，香港天文台將其降格為低壓區。晚上8時，日本氣象廳在天氣圖上移除該系統。

### 事後調整
香港天文台在2022年10月26日公佈熱帶氣旋馬鞍報告，把馬鞍補升為颱風，接近中心最高持續風速上調為每小時120公里。
日本氣象廳在11月16日發表的事後報告中，將馬鞍的巔峰風速下調至55節（每小時100公里），氣壓上調至985百帕。

## 影響

### 菲律賓
當地發出之最高風暴信號：三號風暴信號
菲律賓大氣地球物理和天文服務管理局於8月21日下午5時對奧羅拉省北部、伊莎貝拉省東部及卡加延省東部發出一號風暴信號。並於8月22日上午11時對卡加延省東部、伊莎貝拉省東部及中部、奧羅拉省最北部及季里諾省東北部發出二號風暴信號。再於8月23日上午5時對卡加延省北部及東部、伊莎貝拉省東部發出三號風暴信號。由於馬鞍在菲律賓造成災難性破壞，菲律賓大氣地球物理和天文服務管理局已向颱風委員會提請要求將馬鞍除名。

### 香港
- 當地發出之最高熱帶氣旋警告信號： 八號東北烈風或暴風信號 /  八號東南烈風或暴風信號
- 最接近當地時間：2022年8月25日凌晨2時
- 最接近當地位置：香港之西南偏南約190公里[5]

香港天文台於8月22日下午發表《天氣隨筆》以及在下午5時召開新聞發布會表示，馬鞍在8月23日晚上會進入香港800公里範圍，屆時會視乎它的發展及動向考慮發出熱帶氣旋警告信號，同時表示馬鞍有機會較接近香港，強調它的登陸位置和強度仍然存在變數，若以偏西路徑或靠近珠江口遇上8月25日天文大潮，有可能受風暴潮影響，並呼籲市民留意最新天氣消息及盡早做好防風措施。天文台初時更一度預料馬鞍會橫過馬鞍山，引起網民熱議。
天文台在8月23日中午12時發出「特別天氣提示」，表示熱帶氣旋馬鞍會在當晚進入香港800公里範圍，屆時會考慮發出一號戒備信號。隨著馬鞍逐漸靠近廣東沿岸，香港天氣會在8月24日稍後顯著轉壞，風勢逐漸增強，而8月25日風勢會進一步增強，有狂風大驟雨，海有非常大浪至巨浪及有湧浪；受風暴潮影響，低窪地區有機會出現淹浸或海水倒灌。天文台特別呼籲市民請留意最新天氣消息，並儘早完成防風防雨防水浸的準備。
天文台在8月23日晚上9時10分發出一號戒備信號，當時馬鞍集結在香港之東南偏東約770公里。天文台表示馬鞍會在當晚至24日早上與香港保持超過500公里距離，香港風力不會顯著增強，一號信號會最少維持至24日早上6時，呼籲市民早上出門前留意最新風暴消息。受馬鞍的下沉氣流影響，24日香港天氣酷熱，而高溫觸發的狂風驟雨及雷暴會間中影響香港。而天文台提醒市民隨著馬鞍移向廣東沿岸，24日晚上香港風力將會增強。海面有湧浪，市民應遠離岸邊並停止所有水上活動。
天文台在8月24日凌晨4時45分表示，會在當日中午12時至下午2時之間發出三號強風信號；隨後在上午9時45分表示會考慮在下午6時至晚上9時發出八號烈風或暴風信號，預計當晚入夜後香港風勢將會迅速增強，並表示馬鞍會於25日早上最接近香港，可能在香港西南偏南約200公里範圍內掠過，對香港構成相當威脅。
隨著離岸風勢開始增強，天文台於下午12時40分發出三號強風信號，當時馬鞍集結在香港之東南約440公里。天文台亦特別提醒，受風暴潮影響及時值天文漲潮，鰂魚涌的海水高度會在25日凌晨5時至上午9時期間上漲至海圖基準面以上約3米，即比正常升高1米左右，海水上漲可能會引致低窪地區出現海水倒灌。下午開始香港風力明顯增強，普遍吹強風程度的東至東北風，離岸海域及高地間中吹烈風。天文台在下午5時25分發出「熱帶氣旋之特別報告」，宣佈預計在晚上7時25分或之前發出八號熱帶氣旋警告信號。因應天文台預測大澳可能會出現嚴重水浸，離島民政事務處晚上啟動大澳水浸預警系統。
晚上香港風力進一步增強，普遍地區吹強風程度東至東北風，離岸海域及高地吹烈風。天文台在晚上7時25分發出八號東北烈風或暴風信號，當時馬鞍集結在香港之東南偏南約310公里，並預計香港風力會在晚間進一步增強，八號信號會最少維持至25日早上6時，並呼籲市民在早上出門前留意最新風暴消息，同時特別提醒市民應儘量避免進入可能受水浸影響的低窪地區及遠離危險地方。25日午夜過後香港轉吹東南風，當風地區、離岸海域及高地受到烈風影響。因應風向轉變，天文台於8月25日凌晨1時40分改發八號東南烈風或暴風信號，當時馬鞍集結在香港之西南偏南約200公里。天文台提醒香港的風向會逐漸由東至東北風轉吹東南風，原先受到屏蔽的地方會變得當風。
馬鞍於8月25日凌晨2時最接近香港，在天文台總部之西南偏南約190公里掠過。天文台在凌晨3時45分表示，八號信號會在上午9時前維持，預料香港風力在中午前逐漸減弱，會視乎風力變化評估是否需要改發三號信號。隨著馬鞍遠離香港，香港風力逐漸減弱，天文台在凌晨5時45分表示會視乎香港風力的減弱程度，考慮在上午9時至11時之間改發三號信號；隨後在早上8時45分表示即將改發三號信號。天文台最終在上午9時20分改發三號強風信號，當時馬鞍集結在香港之西南偏西約280公里。天文台隨即表示會視乎香港風力減弱的程度，考慮改發一號信號，或取消所有熱帶氣旋警告信號，並在下午1時45分表示即將改發一號信號。天文台於下午2時10分改發一號戒備信號，當時馬鞍集結在香港以西約380公里。天文台表示當馬鞍對香港威脅解除時，會取消所有熱帶氣旋警告信號，隨後在下午3時45分表示即將取消所有熱帶氣旋警告信號。隨著香港普遍風力進一步緩和，天文台在4時10分取消所有熱帶氣旋警告信號，當時馬鞍集結在香港以西約460公里。
風暴期間，天文台8個參考自動氣象站有6個錄得強風，其中只得1站錄得烈風，三號信號達標，但八號信號不達標。長洲、西貢錄得之最高10分鐘平均風速分別為每小時87及62公里，以些微之差分別未能錄得暴風及烈風。機場錄得之最高10分鐘平均風速為每小時49公里，而啟德、流浮山及青衣的最高10分鐘平均風速為每小時45公里。八號信號生效期間，政府收到4宗塌樹報告，未有收到山泥傾瀉報告，而渠務署收到一宗水浸個案。
天文台在2022年10月26日公佈熱帶氣旋馬鞍報告，把馬鞍補升為颱風，接近中心最高持續風速上調為每小時120公里。

### 澳門
- 當地發出之最高熱帶氣旋警告信號：  八號東北風球 /   八號東南風球
- 當地發出之最高風暴潮警告：橙色風暴潮警告
- 最接近當地時間：2022年8月25日凌晨5時
- 最接近當地位置：澳門之西南偏南約160公里

澳門地球物理暨氣象局於8月22日下午6時30分發出特別信息表示位於呂宋以東海域上的熱帶風暴馬鞍將於8月23日晚間進入澳門800公里範圍，屆時當局將會發出熱帶氣旋信號。氣象局預料馬鞍未來數日將會逐漸增強，於8月24日晚上至25日靠近廣東沿岸，可能對珠江口一帶造成較顯著的影響。屆時澳門風力會顯著增強，有狂風大驟雨及雷暴。另外氣象局表示由於其路徑及強度存在不確定性，尤其登陸位置仍存變數，風暴潮的影響仍在評估中，請市民留意最新天氣消息。
8月23日傍晚，地球物理暨氣象局發出特別信息，預計「馬鞍」即將進入澳門800公里範圍，屆時將發出一號風球。預料「馬鞍」的移速將會加快，且於澳門以西登陸的機會增加，8月24日至25日將對珠江口造成較顯著影響，其中8月25日上午澳門因風暴潮而出現水浸的機會較大。氣象局於8月24日適時發出風暴潮警告及改發更高風球。晚上10時30分，“馬鞍”進入澳門800公里範圍，氣象局正式發出一號風球，當時「馬鞍」集結在澳門之東南偏東約800公里，氣象局預計一號風球將維持至24日清晨，並預計24日日間改發三號風球可能性為高，同時預計24日晚間至25日凌晨發出八號風球可能性為較高。風暴潮影響方面，氣象局預計24日日間發出橙色風暴潮警告可能性中等至較高。
8月24日上午11時，氣象局宣佈將在下午2時改發三號風球，同時發出黃色風暴潮警告，預測低窪地區有水浸，水浸高度為0.5米至1米。八號風球預計可能發佈時段調整為當天晚間，其可能性為高。氣象局表示，由於「馬鞍」有機會進一步增強，最高水浸高度有機會超過1米，因此傍晚至晚間改發橙色風暴潮警告的機會仍較高。
氣象局亦在8月24日上午召開特別新聞發佈會介紹熱帶氣旋“馬鞍”最新情況，氣象局氣象處代處長譚振威稱，預測“馬鞍”風力逐漸增強，有機會增強為颱風級別，預計將在8月25日清晨至早上最接近澳門，預料在澳門西南方100至200公里範圍掠過。因此在8月25日清晨至早上“馬鞍”對澳門的影響最為顯著。預測屆時風力會達8至9級，並會由偏北風漸轉偏東至東南風。受“馬鞍”雨帶影響，預測24和25日將持續大驟雨，25日早上7時至9時天文潮峰值約2.8米。按目前預測，“馬鞍”造成最高風暴增水約1.5米，由於增水與天文潮錯峰，現時預測25日早上低窪地區及沿岸出現約0.5至1米水浸。當局視乎增水峰值時間與天文潮峰值時間，如兩者峰值重叠或“馬鞍”進一步增強，傍晚後改發橙色風暴潮警告機會仍然較高。
8月24日下午2時，氣象局正式發出三號風球，當時馬鞍集結在澳門之東南約450公里處。預料三號風球在日間維持，風力將會增強，晚間改發八號風球機會高，改發九號風球的機會低。下午5時25分，氣象局表示將在晚上9時至12時改發八號東北風球。另一方面，考慮到「馬鞍」有機會進一步增強，最高水浸高度會達0.8-1.2米，因此氣象局將於晚上8時將風暴潮警告升級為橙色。由於未來數日正值天文潮高位，而在疊加風暴潮及持續降雨影響下，預計8月25日凌晨3時至中午12時低窪地區及沿岸會出現顯著的水浸。
8月24日下午6時30分，民防行動中心跨部門召開新聞發佈會，公佈《颱風期間風暴潮低窪地區疏散撤離計劃》安排。保安司司長、聯合行動指揮官黃少澤表示，強烈熱帶風暴“馬鞍”已逼近本澳，為了保障市民的生命安全，行政長官批示宣佈當天晚上8時起，澳門進入“即時預防狀態”，民防架構成員會做好相關的防護災害工作及協助有需要居民撤離。保安司司長、民防中心聯合行動指揮官黃少澤表示，社會工作局及市政署將開放16間避險中心及4間集合點、急緊疏散停留點。交通事務局及澳門紅十字會亦會儘快安排車輛優先接載有需要撤離人士。他呼籲在澳人士儘快將地勢較低物品轉移至高位，沿岸及低窪地區人士應提前收拾好個人物品，儘可能聯絡親友及到其家中暫避，或按照現場警員指示，有序撤離至就近安全地方。
8月24日晚上8時，橙色風暴潮警告正式生效，澳門進入“即時預防狀態”，同時啟動風暴潮低窪地區疏散撤離計劃。位處低窪地區的廣播喇叭響起風暴潮低窪地區預警音頻警報持續3分鐘，澳廣視旗下電台澳門電台的中文和葡文頻道，電視澳視澳門台、澳視葡文台和澳門資訊頻道於晚上8時整響起高點音頻警報持續3分鐘，並播放風暴潮警告生效信息。另外，16個避險中心同時全面開放，接收人數減少一半至1.2萬人，亦因應防疫需要，中心內需要隔開間隔，可容納人數減半，但相信足夠應付。由於澳門蛋用作COVID-19防疫治療設施，不用作避險中心用途。衛生局同時會在5間避險中心，包括塔石體育館B館、慈幼中學、中葡職中體育館、氹仔奧林匹克體育館及路環飛鷹基地會派醫護人員進駐，為有需要市民提供醫療服務。氣象局同時於當天晚上8時宣佈將在晚上10時半改發八號東北風球。氣象局在晚上10時半正式發出八號東北風球，並預料八號風球會維持至8月25日清晨，當時「馬鞍」集結在澳門之東南偏南約220公里。
因應風向轉變，氣象局在8月25日凌晨3時改發八號東南風球，當時「馬鞍」集結在澳門之西南偏南約160公里，並在凌晨5時表示預料八號風球將在上午維持。「馬鞍」在上午5時最接近澳門，在澳門之西南偏南約160公里掠過。另外，由於“馬鞍”移動速度比預期快，隨著澳門風勢逐漸減弱，且整體路徑和登陸位置比預期偏西，令風暴潮最大增水時間與天文潮高位錯峰，水浸情況沒預期嚴重。氣象局在上午8時表示在上午11時至下午1時將考慮改發三號風球；此外，氣象局同時把風暴潮警告降級為藍色。隨後在上午10時表示將在上午11時改發三號風球；同時因應水浸情況消退，在上午10時取消所有風暴潮警告。上午11時，氣象局正式改發三號風球，當時「馬鞍」集結在澳門之西南偏西約250公里，並預計三號風球將在下午維持；民防行動中心同時終止即時預防狀態。隨著澳門風力進一步減弱，氣象局在下午5時宣佈將在下午6時30分取消所有熱帶氣旋警告信號。下午6時30分，氣象局取消所有熱帶氣旋警告信號，當時「馬鞍」集結在澳門以西約460公里。
“馬鞍”影響澳門期間，民防行動中心共錄得5宗事故報告，當中包括樹木倒塌1宗、石屎剝落1宗、窗戶墜落2宗及海上分隔帶損毁事件1宗，期間並未有接獲因風暴潮或颱風而引致的受傷個案。

### 中國大陸
中央氣象台發布之最高颱風預警信號： 颱風橙色預警信號

#### 廣東省
廣東省氣象台發布之最高颱風預警信號： 颱風紅色預警信號

##### 廣州市
廣州市氣象台發布之最高颱風預警信號： 颱風黃色預警信號

##### 東莞市
東莞市氣象台發布之最高颱風預警信號： 颱風黃色預警信號

##### 佛山市
佛山市氣象台發布之最高颱風預警信號： 颱風黃色預警信號

##### 惠州市
惠州市氣象台發布之最高颱風預警信號： 颱風黃色預警信號

##### 江門市
江門市氣象台發布之最高颱風預警信號： 颱風紅色預警信號

##### 深圳市
深圳市氣象局發佈之最高颱風預警信號： 颱風黃色預警信號

##### 肇慶市
肇慶市氣象台發布之最高颱風預警信號： 颱風藍色預警信號

##### 中山市
中山市氣象台發布之最高颱風預警信號： 颱風橙色預警信號

##### 珠海市
珠海市氣象台發布之最高颱風預警信號： 颱風橙色預警信號
珠海市氣象台於8月22日17时50分发布台风白色预警信号，預計8月24日凌晨前后进入南海东北部海面；8月23日10时30分改发台风蓝色预警信号，预计24小时内将受台风影响，海面阵风可达12-13级。
8月24日06时，珠海市气象台将台风预警信号升级为黄色，预计當天午后转雷阵雨，局部伴有9级左右短时大风，夜间起风力加大。同日19时，珠海市气象台已将台风预警信号升级为橙色。
8月25日10时50分，珠海市气象台将台风预警信号降级为蓝色。
受台风“马鞍”影响，广铁集团宣佈8月25日廣珠城際鐵路和珠機城際鐵路临时停运，直至當天下午恢复运行。香洲港、广州南沙港、横琴往返海岛等海上航班24日起停航直至另行通知。港珠澳大橋管理局表示，受強烈熱帶風暴“馬鞍”影響，港珠澳大橋應急救援指揮部決定，計劃於8月24日晚上7時起，暫時封閉港珠澳大橋主橋及口岸、珠海連接線、珠澳口岸人工島施工橋，大橋口岸將臨時封閉。另外，港珠澳大橋穿梭巴士亦同步停運，直至另行通知。

#### 广西壯族自治区
廣西氣象台發布之最高颱風預警信號： 颱風黃色預警信號

#### 海南省
海南省氣象台發布之最高颱風預警信號： 颱風黃色預警信號

## 熱帶氣旋警告使用紀錄

### 菲律賓
| 菲律賓大氣地球物理和天文服務管理局 風暴信號 | 菲律賓大氣地球物理和天文服務管理局 風暴信號 | 菲律賓大氣地球物理和天文服務管理局 風暴信號 |
| ------------------------------------------- | ------------------------------------------- | ------------------------------------------- |
| 上一熱帶氣旋                                | 一號風暴信號                                | 下一熱帶氣旋                                |
| 熱帶風暴鮎魚                                | 一號風暴信號                                | 颱風軒嵐諾                                  |
| 熱帶風暴鮎魚                                | 二號風暴信號                                | 颱風軒嵐諾                                  |
| 颱風雷伊                                    | 三號風暴信號                                | 颱風奧鹿                                    |

### 中國大陸
| 国家气象中心 颱風預警信號 | 国家气象中心 颱風預警信號 | 国家气象中心 颱風預警信號 |
| ------------------------- | ------------------------- | ------------------------- |
| 上一熱帶氣旋              | 颱風藍色預警信號          | 下一熱帶氣旋              |
| 熱帶風暴木蘭              | 颱風藍色預警信號          | 超強颱風軒嵐諾            |
| 熱帶風暴木蘭              | 颱風黃色預警信號          | 超強颱風軒嵐諾            |
| 颱風暹芭                  | 颱風橙色預警信號          | 強颱風梅花                |

### 香港
| 香港天文台 熱帶氣旋警告信號 | 香港天文台 熱帶氣旋警告信號 | 香港天文台 熱帶氣旋警告信號 |
| --------------------------- | --------------------------- | --------------------------- |
| 上一熱帶氣旋                | 一號戒備信號                | 下一熱帶氣旋                |
| 熱帶風暴木蘭                | 一號戒備信號                | 颱風納沙                    |
| 熱帶風暴木蘭                | 三號強風信號                | 颱風納沙                    |
| 颱風圓規                    | 八號東北烈風或暴風信號      | 強烈熱帶風暴尼格            |
| 颱風暹芭                    | 八號東南烈風或暴風信號      | 強烈熱帶風暴尼格            |
| 颱風暹芭                    | 八號烈風或暴風信號          | 強烈熱帶風暴尼格            |

### 澳門
| 地球物理暨氣象局 熱帶氣旋信號 | 地球物理暨氣象局 熱帶氣旋信號 | 地球物理暨氣象局 熱帶氣旋信號 |
| ----------------------------- | ----------------------------- | ----------------------------- |
| 上一熱帶氣旋                  | 一號風球                      | 下一熱帶氣旋                  |
| 熱帶風暴木蘭                  | 一號風球                      | 颱風納沙                      |
| 熱帶風暴木蘭                  | 三號風球                      | 颱風納沙                      |
| 颱風圓規                      | 八號東北風球                  | 颱風泰利                      |
| 熱帶風暴木蘭                  | 八號東南風球                  | 颱風泰利                      |
| 熱帶風暴木蘭                  | 八號風球                      | 颱風尼格                      |

| 上一次 原因：熱帶風暴木蘭 （2022年8月10日） | 澳門即時預防狀態 2022-08-24 20:00－2022-08-25 11:00 | 下一次 原因：颱風尼格 （2022年11月2日至3日） |

## 外部連結
| 太平洋颱風季             |
| 主題頁 - 專題 - 編輯指南 |

- （英文）颱風2000：各氣象部門對馬鞍的預測路徑集合 （页面存档备份，存于）
- （日語）日本氣象廳首頁 （页面存档备份，存于）
- （英文）聯合颱風警報中心首頁 （页面存档备份，存于）
- （简体中文）中國國家氣象中心首頁 （页面存档备份，存于）
- （繁體中文）臺灣中央氣象局首頁 （页面存档备份，存于）
- （繁體中文）香港天文台首頁 （页面存档备份，存于）
- （繁體中文）澳門地球物理暨氣象局首頁 （页面存档备份，存于）
- （英文）菲律賓大氣地球物理和天文管理局 惡劣天氣公告 （页面存档备份，存于）
- （泰文）泰國氣象局首頁 （页面存档备份，存于）